# 帶閃光美洲鱥
帶閃光美洲鱥（學名：Luxilus zonatus）為輻鰭魚綱鯉形目雅羅魚科的其中一種，分布於美國密蘇里州南部和阿肯色州東北部的密蘇里河和密西西比河支流流域，本魚體呈紡錘形且側扁，背部呈橄欖棕色，中線有一條寬闊的深色條紋，體側有金屬光澤，具兩條黑色條紋，兩黑色條紋中間有一條金色條紋。其中一條黑色條紋延伸到鼻子的尖端，而另一條不太明顯的黑色條紋與之平行。鰓孔呈新月形，腹部銀白色，繁殖中雄魚頭部、身體和鰭上有鮮紅色的斑紋，其餘的斑紋則顯得較暗，體長可達13公分，棲息在水質清澈、岩石底質、流動快速的溪流，屬雜食性，以昆蟲、藻類等為食，會築巢產卵，繁殖期在5至7月，可做為釣魚用餌魚。